# فرودگاه دریاچه کاسبا
فرودگاه دریاچه کاسبا (به انگلیسی: Kasba Lake Airport) یک فرودگاه خصوصی است که یک باند فرود رس و شن دارد و طول باند آن ۱٬۸۷۶ متر است. این فرودگاه در کشور کانادا قرار دارد و در ارتفاع ۳۴۸ متری از سطح دریا واقع شده است.